# ITunes Festival: London 2010 (EP de Paloma Faith)
iTunes Festival: London 2010 é o primeiro extended play (EP) da cantora inglesa Paloma Faith. Foi lançado em 7 de julho de 2010 através de download digital pela gravadora Epic Records e contém seis faixas gravadas ao vivo na apresentação de Faith no centro de eventos Roundhouse, em Londres, pelo iTunes Festival oito dias antecedentes ao ocorrido.

## Lista de faixas
| N.º            | Título                                    | Compositor(es)                                                        | Duração |  |
| 1.             | "Stone Cold Sober"                        | Paloma Faith, Patrick Byrne, Blair Mackichan                          | 3:35    |  |
| 2.             | "Broken Doll"                             | Faith, Ian Barter                                                     | 4:02    |  |
| 3.             | "Smoke & Mirrors"                         | Faith, Steve Robson, Alison Clarkson                                  | 3:26    |  |
| 4.             | "At Last" (reinterpretação de Etta James) | Mack Gordon, Harry Warren                                             | 5:07    |  |
| 5.             | "Upside Down"                             | Faith, Andrew Nicholas Love, Jos Hartvig Jorgensen, Belle Sara Humble | 6:13    |  |
| 6.             | "New York"                                | Faith, Marr                                                           | 4:33    |  |
| Duração total: | Duração total:                            | Duração total:                                                        | 26:56   |  |

## Histórico de lançamento
| País        | Data               | Formato          | Gravadora    |
| ----------- | ------------------ | ---------------- | ------------ |
| Reino Unido | 7 de julho de 2010 | Download digital | Epic Records |
| França      | 7 de julho de 2010 | Download digital | Epic Records |
| Itália      | 7 de julho de 2010 | Download digital | Epic Records |
| Portugal    | 7 de julho de 2010 | Download digital | Epic Records |
| Austrália   | 7 de julho de 2010 | Download digital | Epic Records |
| China       | 7 de julho de 2010 | Download digital | Epic Records |